# Hérihor
Hérihor est grand prêtre d'Amon à Karnak puis roi de Thèbes. Sa position chronologique relativement au grand prêtre d'Amon Piânkh fait l'objet de débats.

## Généalogie
Ses origines ne sont pas certaines. Ad Thijs a par exemple proposé de faire de lui le fils du grand prêtre d'Amon Piânkh et d'une Nedjemet (A), elle-même fille du grand prêtre d'Amon Amenhotep.
Ce qui est en revanche certain, c'est qu'il a une épouse nommée Nedjemet mentionnée avec le titre de « Grande Épouse Royale » (Hm.t-nsw.t-wr.t) en tant qu'épouse d'Hérihor sur une stèle d'Abydos montrant Hérihor en tant que grand prêtre d'Amon et des reliefs dans le temple de Khonsou à Karnak, où Hérihor est à la fois représenté en tant que grand prêtre d'Amon (salle hypostyle) et roi (cour).
Il est représenté avec son épouse Nedjemet ainsi que dix-neuf fils (dont Ânkhefenmout) et cinq filles, rien n'indique qu'elle est la mère de tous ces enfants,.
Si la Nedjemet dont on a retrouvé la momie dans la cachette DB320 et qui est mère d'un roi est bien l'épouse d'Hérihor, et non sa mère comme le suggère Ad Thijs, alors Hérihor est peut-être le père d'un roi. Une autre interprétation fait de cette Nedjemet l'épouse de Piânkh puis, une fois veuve, l'épouse d'Hérihor, et son titre de « mère du roi » viendrait du fils qu'elle a eu lors de son premier mariage, à savoir Pinedjem Ier, Hérihor serait donc seulement le beau-père d'un roi.

## Biographie
Hérihor, qu'on a parfois fait le prédécesseur de Piânkh (Gaston Maspero par exemple), fautivement semble-t-il, devient l'homme fort de Thèbes à la mort de Piânkh et reprend l'ensemble des fonctions de ce dernier, incluant le titre de grand prêtre d'Amon et fils royal de Koush. Hérihor fait d'ailleurs décorer la salle hypostyle du temple de Khonsou à Karnak en représentant Ramsès XI, même si Hérihor se présente comme l'égal du roi. Il est à noter qu'aucun des documents d'Hérihor ne mentionne de date ou l'ère Ouhem-mésout, ce qui a fait croire à certains qu'il était grand prêtre d'Amon puis roi sous le règne de Ramsès XI.
À la mort en toute discrétion de Ramsès XI vers 1069 avant l'ère commune, Hérihor continue de régner à Thèbes en tant que grand prêtre d'Amon et fils royal de Koush tandis que Smendès se proclame roi à Tanis. Ainsi, avec la constitution d'un pouvoir militaro-religieux dans le sud du pays et le maintien d'une monarchie affaiblie au nord : ce sera la création d'une véritable dyarchie asymétrique (les grands prêtres d'Amon au sud ne se proclameront rois qu'au début de la période).
Hérihor continue d'être à ce poste après la mort de Ramsès XI et ce jusqu'à l'an VI de Smendès a minima. En effet, les cercueils de Séthi Ier et de Ramsès II portent les procès-verbaux de réenterrement au nom du vizir, général et grand prêtre d'Amon Hérihor d'un an VI d'un roi non nommé que la chronologie ne permet d'attribuer qu'à Smendès. En ce même an VI, Pinedjem Ier devient grand prêtre d'Amon tandis qu'Hérihor devient roi, toutefois il n'a pas de nom de Nesout-bity à proprement parler, se contentant d'entourer d'un cartouche son titre de premier prophète d'Amon. Il n'utilise pas non plus de comput de ses années de règne, se contentant d'utiliser celui de Smendès. Son règne semble finir en l'an XV, ou peu avant, du règne de Smendès car Pinedjem Ier est à ce moment-là roi de Thèbes.
L'activité d'Hérihor se concentre en grande partie à restaurer des monuments, comme le dromos en face du Xe pylône du temple d'Amon de Karnak, ou encore la salle hypostyle de ce même temple. Hérihor est également le commanditaire d'une nouvelle barque pour les processions solennelles d'Amon, évènement qu'il fera représenter sur les parois de la cour du temple de Khonsou, sur lesquelles il se présente en tant que roi. Le voyage entrepris par Ounamon, tel qu'il l'a décrit dans son rapport, est d'ailleurs de récupérer du bois de cèdre du Liban à Byblos, mais non seulement un, le roi lui demande de payer ce bois, mais aussi deux, les pirates Sikala de la côte palestinienne l'attaquent en chemin, montrant ainsi clairement la perte totale de domination de la région par les Égyptiens.